# Babka skalna
Babka skalna (Gobius paganellus) – gatunek morskiej ryby z rodziny babkowatych (Gobiidae).

## Występowanie
Atlantyk od Szkocji po Senegal, Morze Śródziemne i Morze Czarne. Przez kanał Sueski przedostała się do Morza Czerwonego i Zatoki Akaba. Notowana w okolicach Pointe Noire w Kongu, choć może to być wątpliwe.
Występuje w wodach o temp. 8–24 °C. Zazwyczaj żyje w wodzie słonej, choć może wchodzić do wód słodkich. Żyje w wodach przybrzeżnych na głębokości 0–15 m wśród kamieni i wodorostów.

## Cechy morfologiczne
Osiąga 12 cm długości. 
Brak czarnych plamek na końcach płetw grzbietowych.

## Odżywianie
Młode osobniki żywią się skorupiakami (widłonogi z rzędu Harpacticoida, obunogi), wieloszczetami i roztoczami. Dorosłe zjadają skorupiaki (większe obunogi, równonogi, małe kraby) i wieloszczety.

## Rozród
Dojrzewa płciowo w wieku 1–3 lat przy długości 6–7 cm. Na wyspie Man na Morzu Irlandzkim trze się w IV–VI, w okolicach Neapolu we Włoszech od I do VI, na Azorach od XII do III, w Bułgarii w III–V. 
Ikra ma kształt wrzecionowaty, jest lepka, posiada włókna, koloru kropli ropy naftowej, o wymiarach 2,2–2,6 (1,84–3,0) mm. Samica składa ją, czasem w liczbie kilku tysięcy sztuk (110–140 na cm², wierzchołkami na zewnątrz) pod kamieniami, muszlami, w rurkach wieloszczetów lub osłonkach żachw. Samiec pilnuje ikry.

## Znaczenie
Ma niewielkie znaczenie w rybołówstwie. Hodowana w akwariach publicznych.